# Stane Čehovin
Stane Čehovin, slovenski urednik, šolnik in politik, * 11. marec 1935, Trst.

## Življenje in delo
Osnovno šolo je obiskoval v Senožečah, gimnazijo pa v Postojni, kjer je leta 1957 maturiral. Na ljubljanski filozofski fakulteti je 1963 diplomiral iz slovenskega in srbohrvaškega jezika s književnostjo. Med študijem je delal v Zvezi študentov ljubljanske Univerze, ter bil 1959-61 glavni in odgovorni urednik študentskega glasila Tribuna. Po diplomi se je zaposlil v Sežani, kjer je poučeval na osnovni šoli, delal na občinski upravi ter bil predsednik občinskega odbora Socialistične zveze delovnega ljudstva Slovenije ter v letih 1969−72 predsednik skupščine občine Sežana. Decembra 1972 je zaradi kadrovskih čistk, ki jih je takrat izvajal France Popit moral odstopiti z mesta sežanskega župana. Novo službo je dobil kot profesor slovenskega jezika na gimnaziji v Novi Gorici, tu je bil v letih 1973-83 tudi ravnatelj, ter nato 1983-87 ravnatelj Goriške knjižnice Franceta Bevka. Septembra 1987 ga je Skupščina Socialistične republike Slovenije imenovala za pomočnika ministra za šolstvo in šport. To nalogo je opravljal 4 leta.